# Milfield Henge

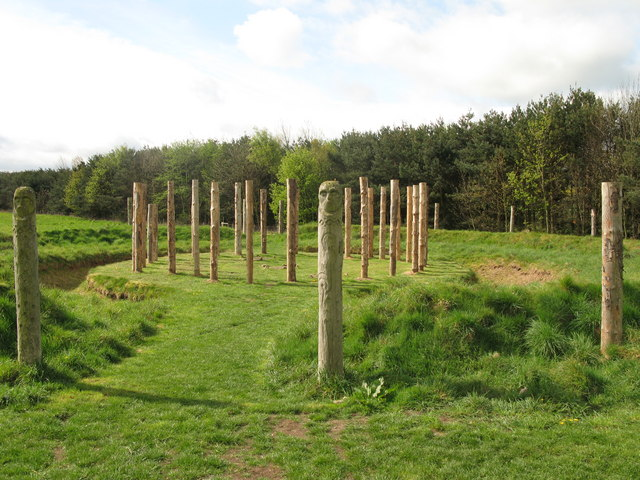
Milfield Henge

Das bronzezeitliche Milfield Henge (auch Maelmin Henge) liegt auf den Cheviot Hills, zwischen Milfield und Doddington in Northumberland in England, in der Nähe der Steinkreise von Duddo und Hethpool.
Das umfassend ausgegrabene, in urgeschichtlicher Zeit niedergebrannte und verhältnismäßig kleine Class 1 Henge  wurde vom Maelmin Heritage Centre rekonstruiert. Eine nicht sehr große runde Fläche wird von einem Graben gefasst. Holzpfostenringe waren innerhalb und außerhalb des Grabens aufgestellt, um die Struktur hervorzuheben.
Eine mit Steinen ausgekleidete, später verfüllte Grube wurde gefunden. Einer der Steine trug Schälchen (englisch cups). Steine innerhalb des Henges können zu einer Steinkiste gehören.